# هدهد
الهُدْهُد (الجمع: هداهد وهداهيد) (الاسم العلمي:  epops upupa) (بالإنجليزية: Hoopoe)‏ طير له عرف مميز على رأسه، اللون بني فاتح وعرفه البني مرقط من أطرافه بالريش الأسود ونصفه الأسفل أسود مرقط بالريش الأبيض في نظم جميل، له طريقة مميزة في الطيران، ويتغذى على الحشرات ويشاهد أفراداً في المناطق الزراعية، وهو من أصدقاء الفلاحين فهو ينظف الأرض من الديدان واليرقات والآفات. يعد وجوده ومشاهدته علامة على نقاء البيئة من المبيدات الحشرية، وممنوع صيده (كما هو الحال بالنسبة لأبو قردان وأبو فصادة، حيث أنه لا يؤكل. وهو يعيش في المناطق الجنوبية والوسطى من آسيا وأوروبا ويتواجد في إفريقيا بشكل كبير، ويعيش في التضاريس وكروم العنب والمروج وبالذات مروج السافانا وفي الأشجار المتفرقة وهو غير مستقر في مكان واحد، بل هو دائم التنقل والترحال من مكان لآخر بحثا عن الغذاء.

## الوصف

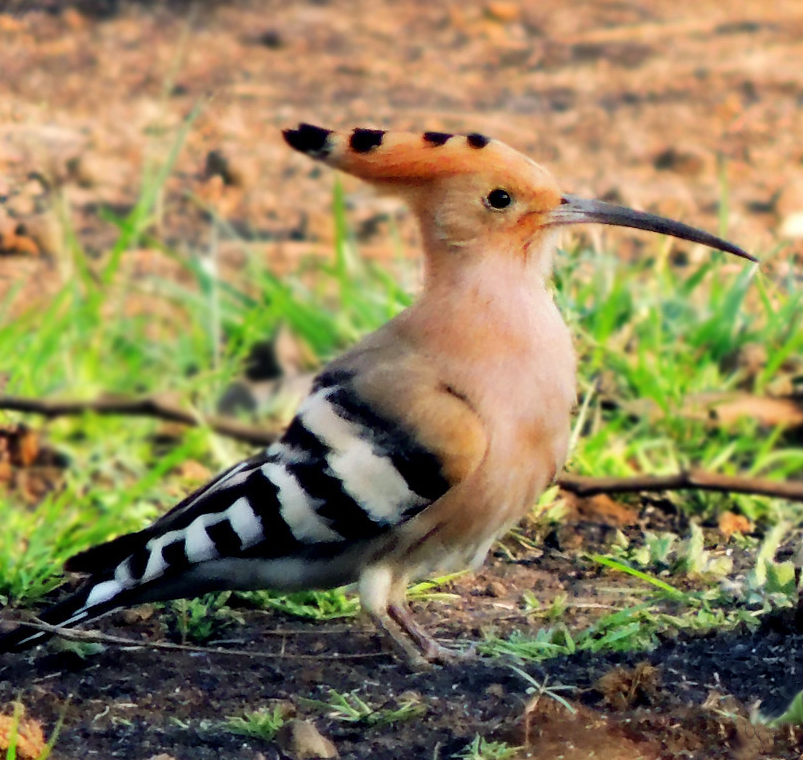

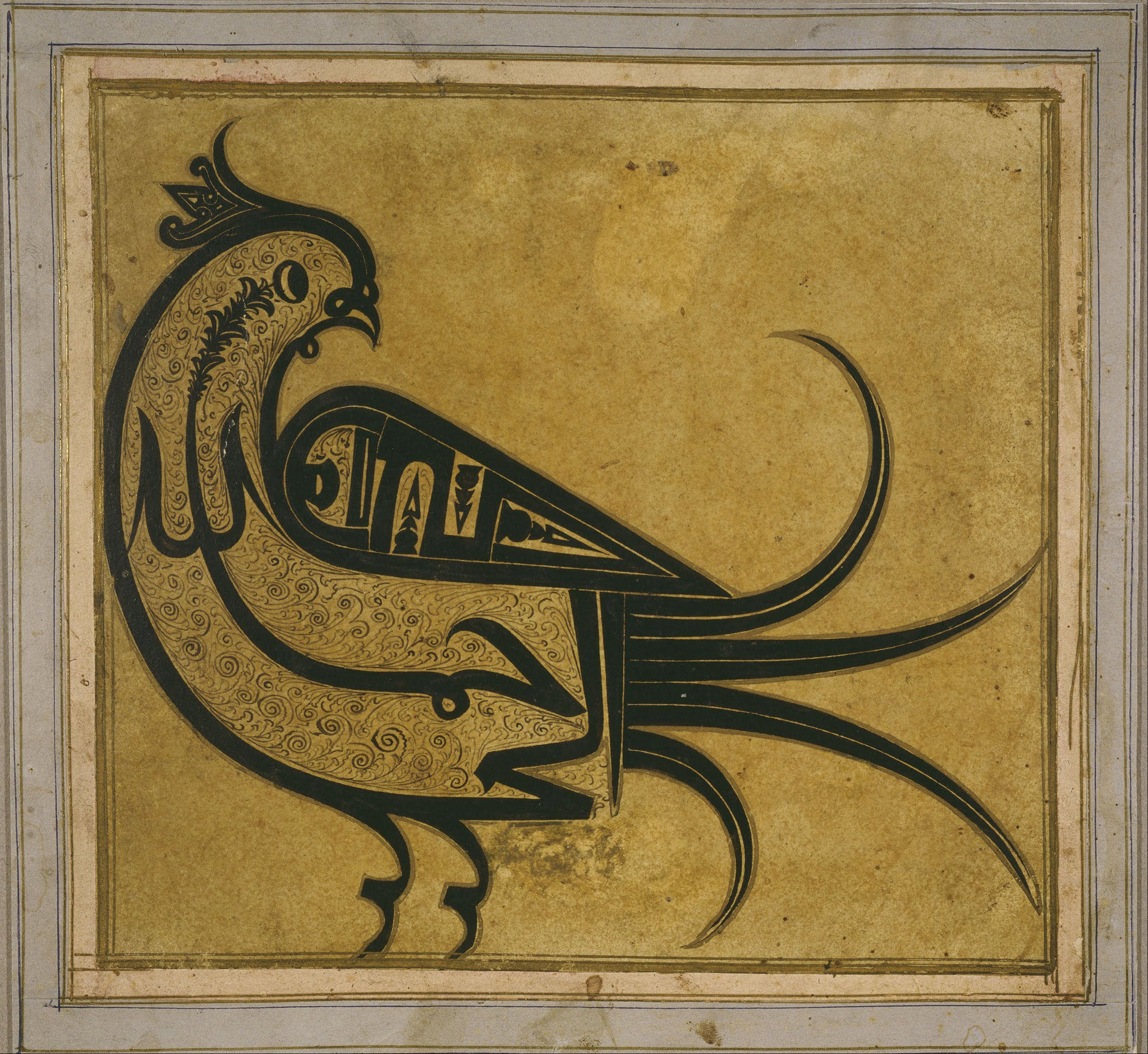
بسملة على شكل هدهد.

يسكن هذا الطائر في جحور الأشجار أو الجحور الصخرية الضيقة وحتى في المباني القديمة. وتجلس الأنثى 12-15 يوماً على بيضها كفترة حضانة حتى تفقس. الذكر يطعم الأنثى أثناء فترة الحضانة ويطعم الصغار بعد الفقس. وعادة ما يحتضن صغيرين كل عام بحيث يغادرون العش بعد 26-32 يوماً من التفقيس، وله قابلية عجيبة في طلب الماء والكشف عن تواجده تحت الأرض.
يتميز بسرعته الفائقة في الطيران والعدو، ومن صفاته المميزة أيضاً أنه يتمكن أن يبعد أي حيوان ضار أو مفترس عن عشه وصغاره عن طريق رش رذاذ أسود زيتي برائحة كريهة من غدة بقاعدة الذيل تبعد أي متطفل، بل وحتى الصغار يستطيعون ذلك إن أحسوا بالخطر (3).
يتميز هذا الطائر برشاقته وحسن مظهره وخصوصاً مع تلك النتوءات الريشية أو القزعة الموجودة في مؤخرة رأسه. طوله حوالي 31 سم وألوانه تختلف حسب المناطق، فمنها الدارسينية -نسبة للقرفة أو الدارسين وهو نوع من البهارات البنية الداكنة- ومنها الكستنائي مع أجنحة مخططة أو ملونة بالأبيض والأسود.
منقاره معقوف طويل وقوي وأجنحته دائرية تقريباً، أرجله قصيرة وذيله مربع، والريش الجميلة في مؤخرة رأسه قد تتحول لشكل مروحي عندما يستثار، ويعمل على نفخ ريش رقبته عند المناداة. وعند الخطر يومض برأسه.
يتناول الأعشاب من البراري المفتوحة ويفضل الحشرات كالديدان ويرقاتها اللينة التي يلتقطها من الترب وفتحات الصخور الضيقة باستخدام منقاره الطويل، كما يأكل الحيوانات الصغيرة كالسحالي والعظايا. وقد يأكل بمفرده أو مع زوجه خلال فترة تربية الصغار خصوصاً في فترات الربيع والصيف، وبقية الأوقات قد يتغذى بشكل جماعي (4).
وفوق رأسه قزعة سوداء، وهو أسود البراثن، أصفر الأجفان، يقتات الحبوب والدود، ويرى الماء من بعد ويحس به في باطن الأرض فإذا رفرف على موضع علم أن فيه ماء،

## فصيلة الهدهد

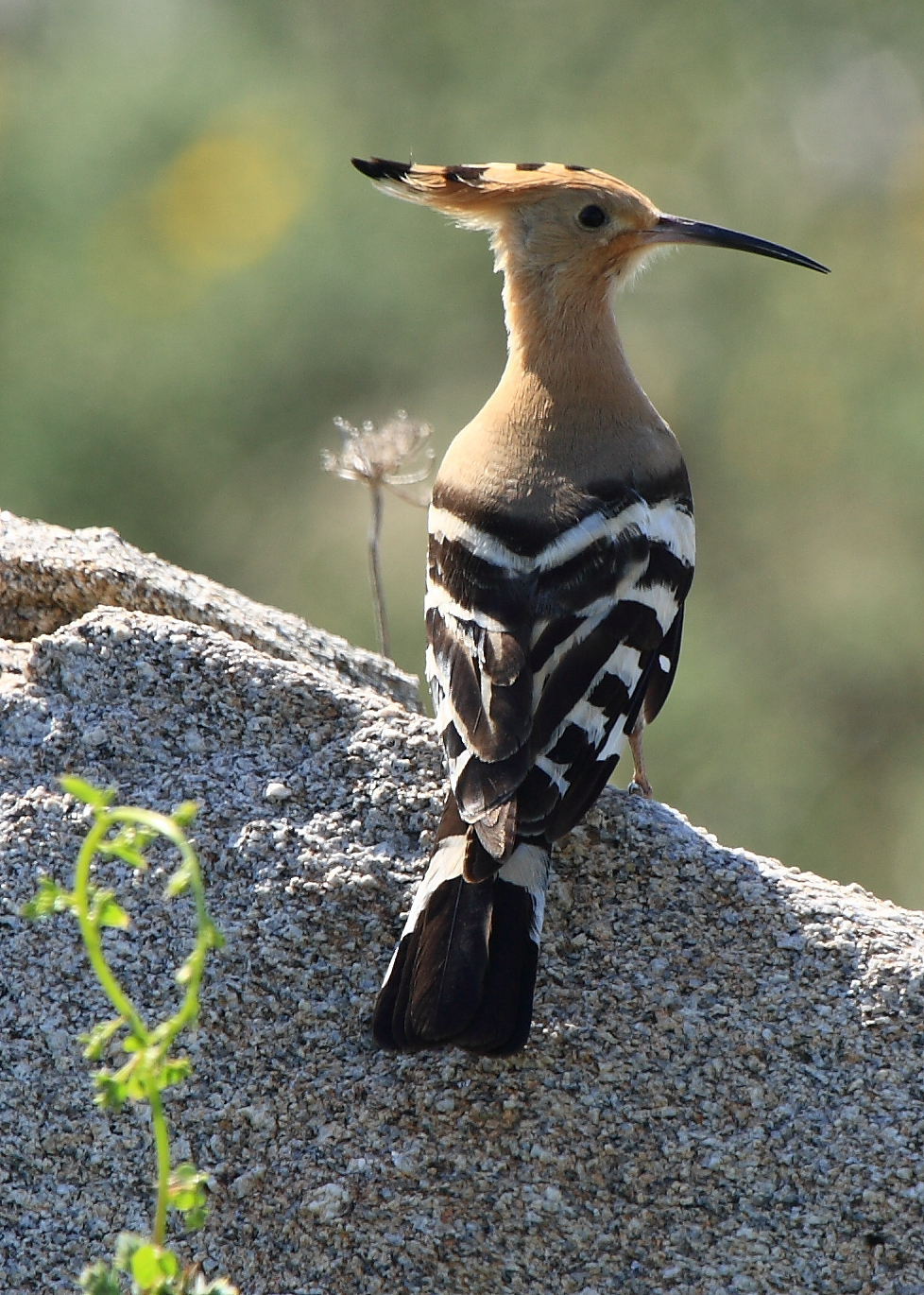
هدهد من ألمانيا

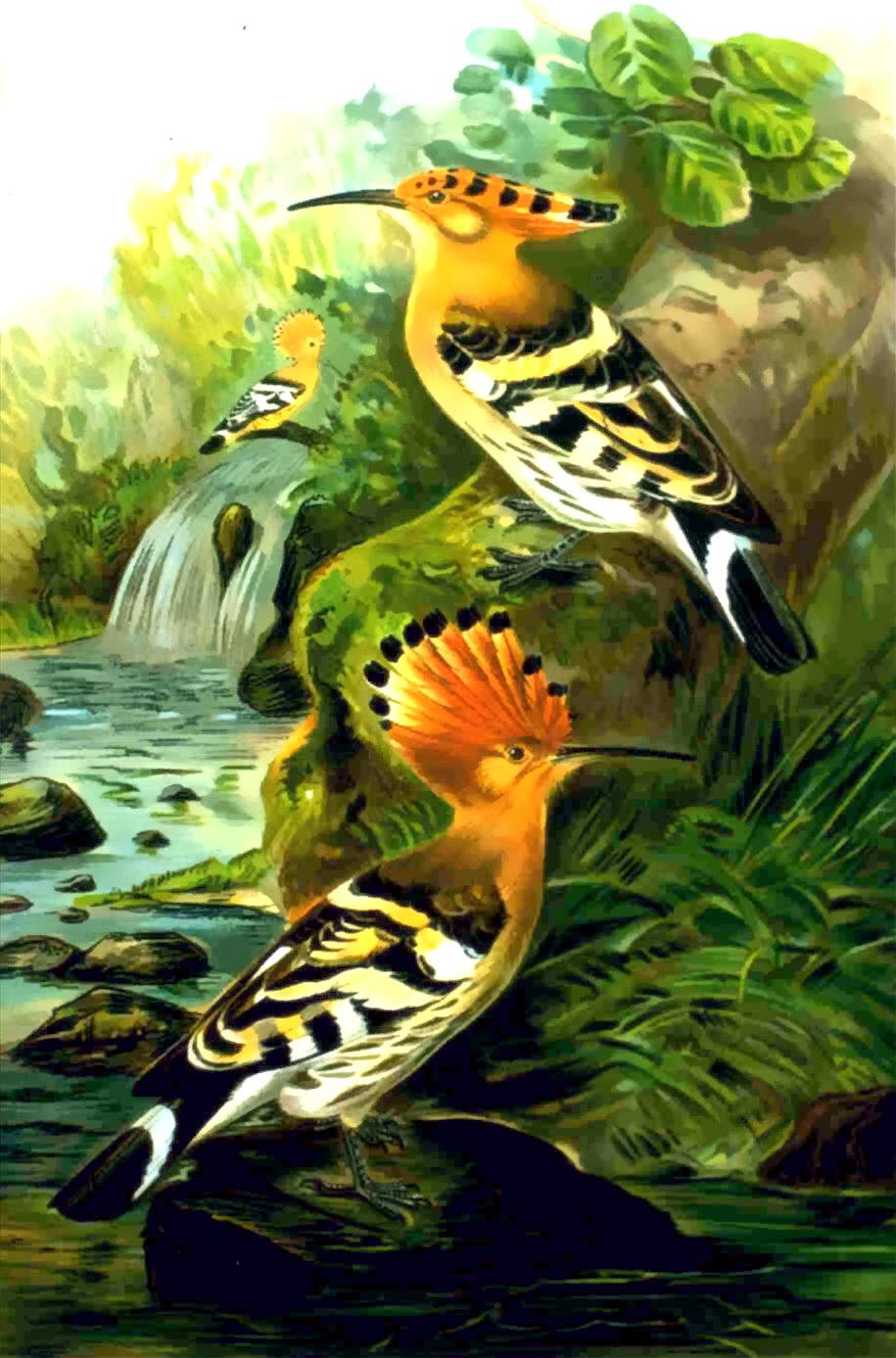
هدهدان من اليابان

ليس هناك اتفاق بين العلماء بعدد أنواع فصائل هذا الطائر، لكن عموماً هناك جنس واحد منه وخمس فصائل ثانوية، لكن كل من العلماء كليمنتس (Climents) وسيبلي (Sibley) ومونروي (Monroe) قسموا هذا الطائر عام 1991 إلى صنفين رئيسين هما الصنف الأوراسي وهو ما يطلق عليه علمياً بالـيو –أي بوب الذي ينتقل بين آسيا وأوروبا وشمال أفريقيا، وكذلك الصنف الأفريقي المتوفر في الصحراء الأفريقية وواواسط أفريقيا ومدغشقر كما مبين في الشكل (3- ب). بينما اعتبر العلماء «فراي»، و«كيث»، و«أوربان» عام 1988 م بأنهما صنف واحد باعتبار تقارب الصفات والسلوك وفروق زينة لريش ليست كبيرة بينهما رغم اختلاف أصواتهما بشكل واضح.
ولو اتبعنا ما ذهب له هؤلاء العلماء فإن هناك ثلاثة أصناف من الهدهد الأوراسي والإفريقي والمدغشقري، وهذا ما أثبت مؤخراً من قبل عدة باحثين أمثال موريس وهاوكنز (Morris& Hawkins) عام 1998 م. وقد تم تبيان أهم الفوارق بين تلك الأصناف كما في الشكل (3- ب)، ولعل أبرزها اختلاف الألوان واختلاف الأصوات، فالنوع الأوراسي أقل تنوعاً بالألوان من نوع الطير المدغشقري، (Upupa epops) كما يبين الشكل (3 - ب) الذي يتميز كذلك بوضوح صوته أكثر من هدهد آسيا وأوروبا.
يصف ويثربي وباحثون آخرون (Witherby et al's) بعض تصرفات طائر الهدهد في بحوث نشرت عام 1943 م، بأنه، يمشي بهدوء ويركض أحياناً بتلازم حركي بين الرجل والرأس، وهو مغرم بالاستحمام بالرمل. يأكل أساساً من الأرض وغذاءه الرئيس في المناطق العشبية على الديدان واليرقات والحشرات، ويقوم برفع ريش الطوق الرأسي المميز له عند الانفعال والخوف والنشاط بينما يخفضه عند الراحة،
وله صفة التملص من المطاردين الرئيسين له كالباز والصقر والبوم وغيرهم بواسطة الطيران السريع والمتميز فراراً منهم أو بواسطة عمل تمويه أرضي بواسطة عمل حمّام الرمل له ليتخفى منهم، ويعيش في الأشجار والمباني القديمة والجدران والجحور الصخرية.(6،9,8,7, 10, 11, 12, 13).
أثبت الباحثان ديفيد ليجون (J. DAVID LIGON) وساندرا ليجون (SANDRA H. LIGON) من قسم الأحياء في جامعة نيوميكسيكو بأن الهدهد من أكثر الطيور تعاوناً ومحبة للمساعدة خصوصاً لأفراخ من أعشاش أخرى تابعة لأبناء جنسه، وأثبتا خلال تجاربهم على الهدهد الأخضر أن تلك الخاصية من أهم خصائصه الإستراتيجية التي يؤديها وكأنه يؤدي مصلحة ذاتية لنفسه مما يبعد الاعتقاد القديم السائد أن الحيوانات ومنها الطيور تمتلك فقط صفات عدائية تجاه غيرها (14).

## الهدهد عند العرب
العرب يضربون المثل بقوة إبصار الهدهد فيقولون: أبصر من هدهد، كما يقولون: أبصر من غراب وأبصر من عقاب وأبصر من فرس (5).
قال الجاحظ: زعموا أنه هو الذي كان يدل سليمان على مواضع الماء في قعر الأرض،

## الهدهد في القرآن الكريم
ذكر الهدهد في القرآن على لسان النبي سليمان:
﴿وَتَفَقَّدَ الطَّيْرَ فَقَالَ مَا لِيَ لَا أَرَى الْهُدْهُدَ أَمْ كَانَ مِنَ الْغَائِبِينَ ۝٢٠﴾ [النمل:20]

## معرض الصور

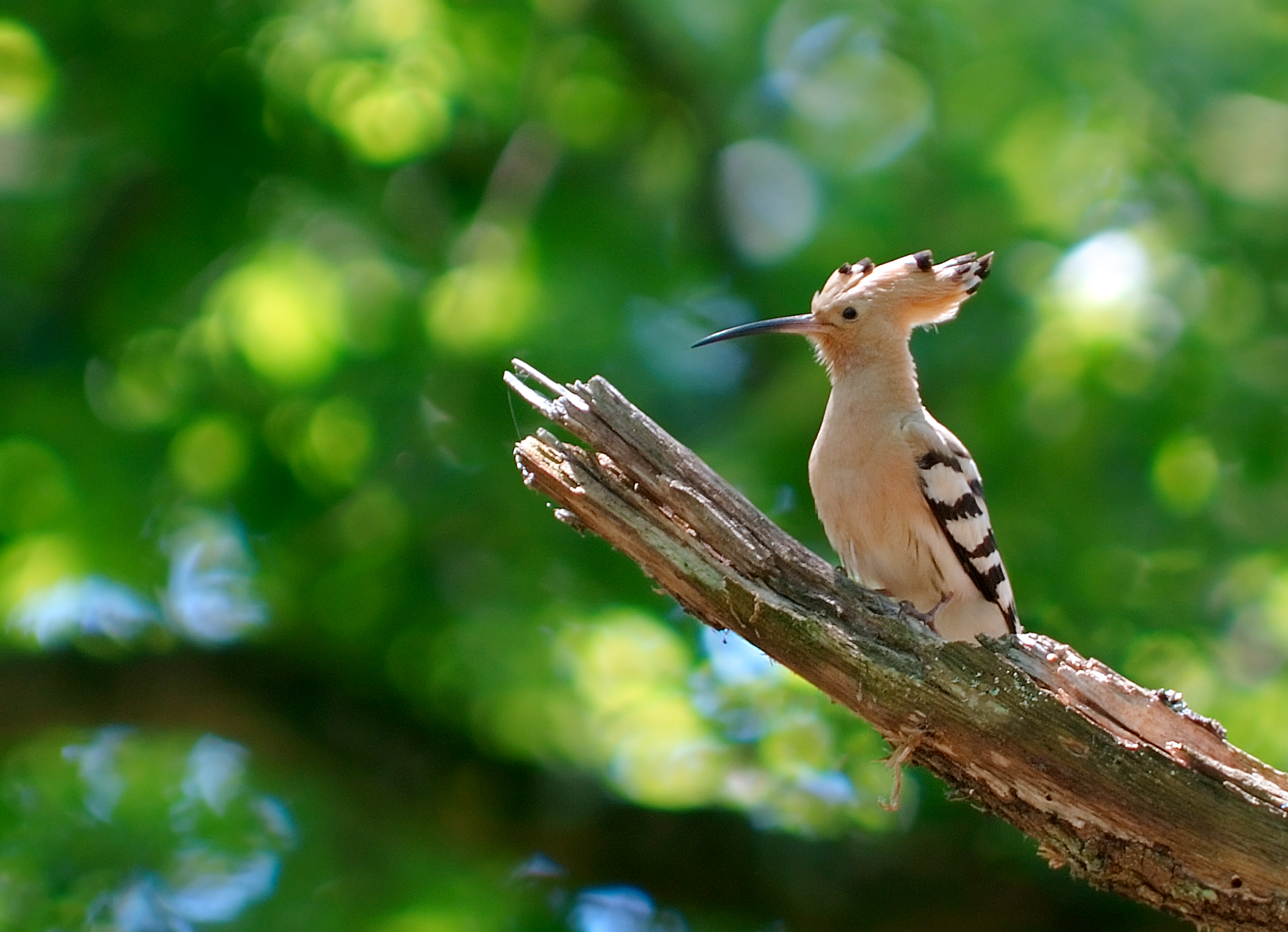
في تولوز
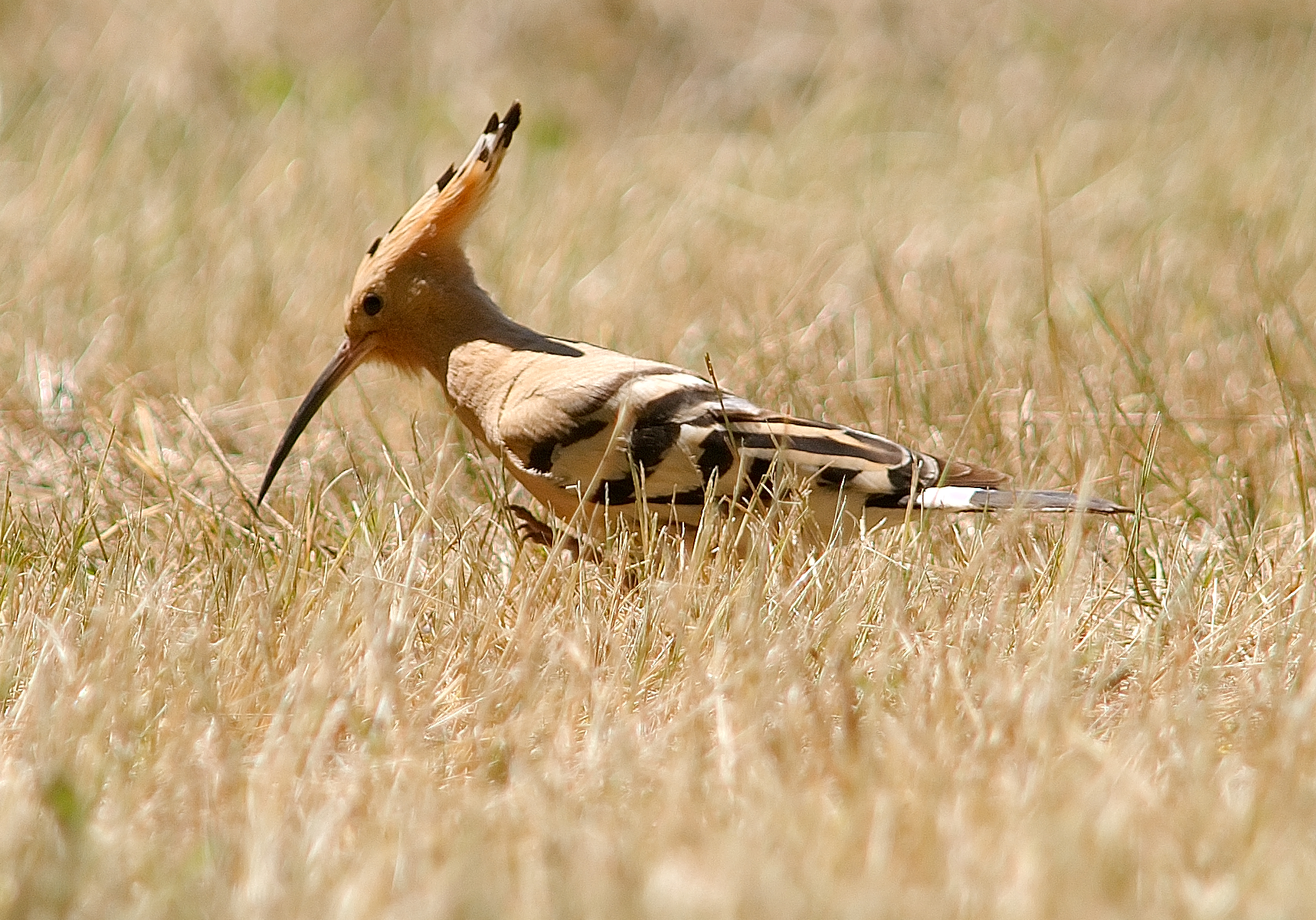
تولوز، فرنسا
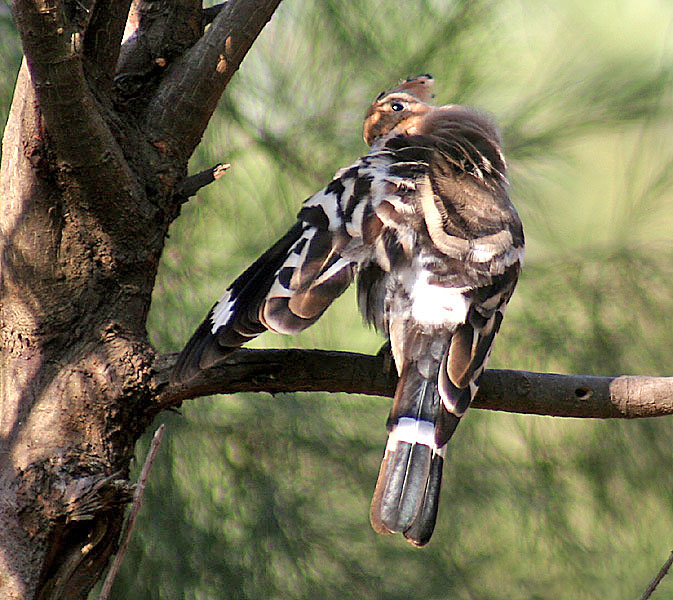
Preening
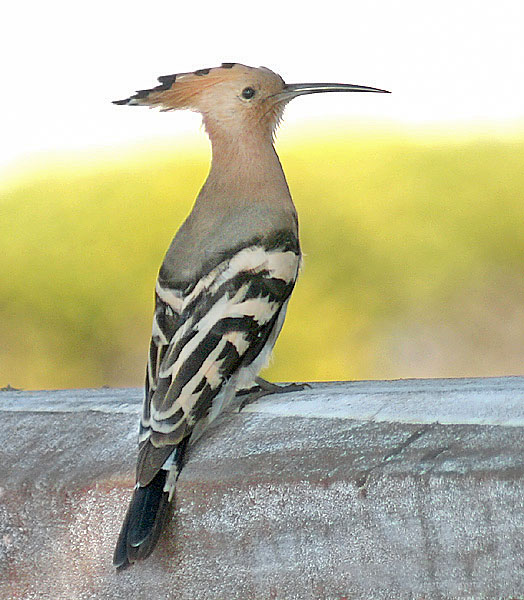
من الهند
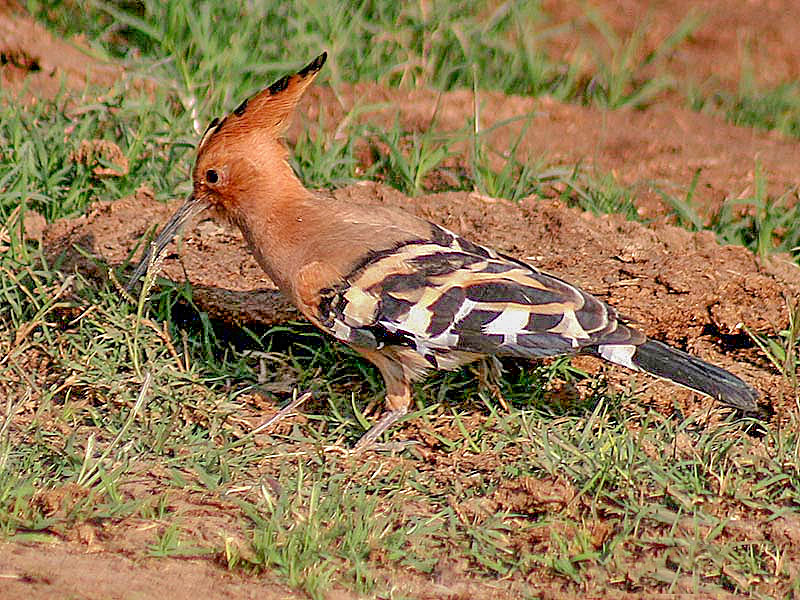
في هودال الهند
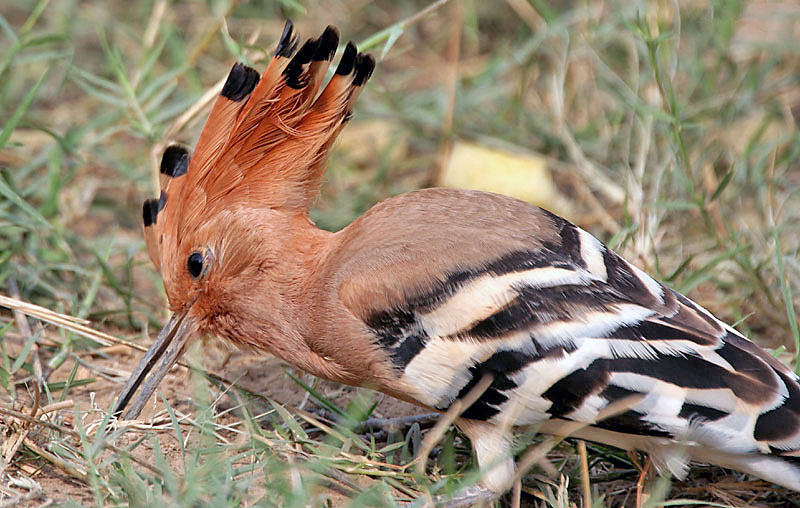
في الهند
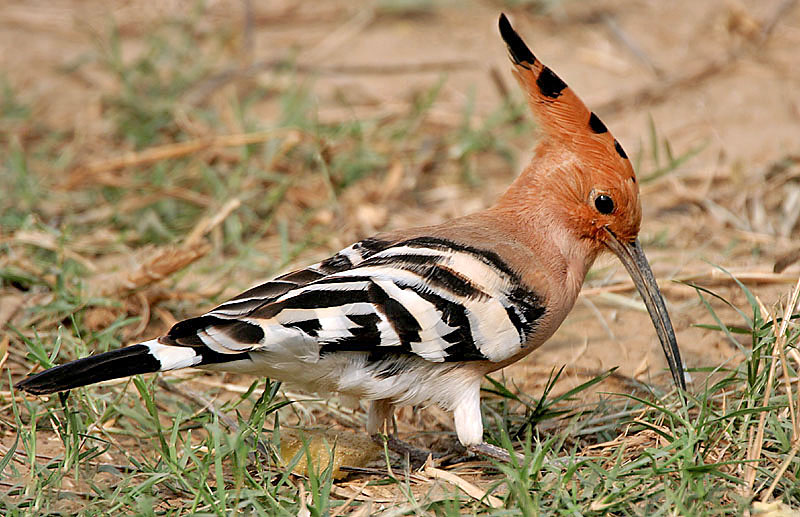
في هودال بالهند
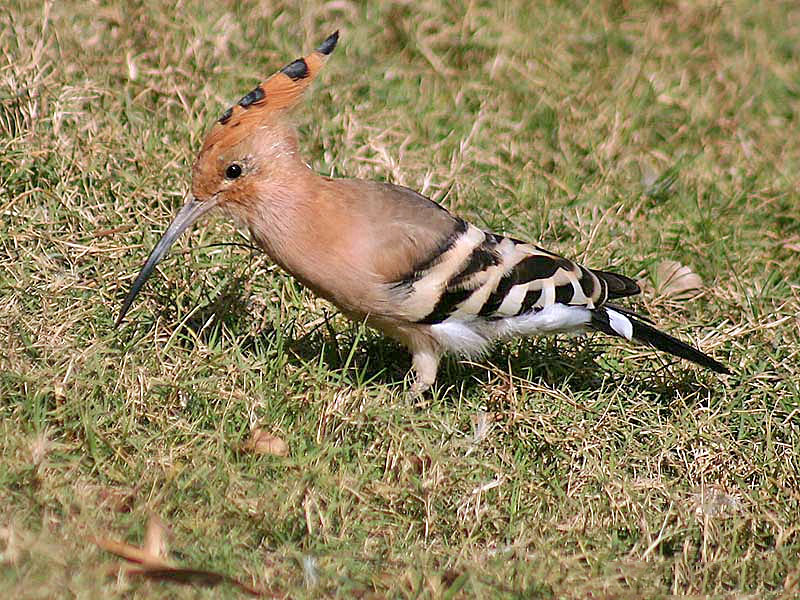
من فريد أباد، الهند.
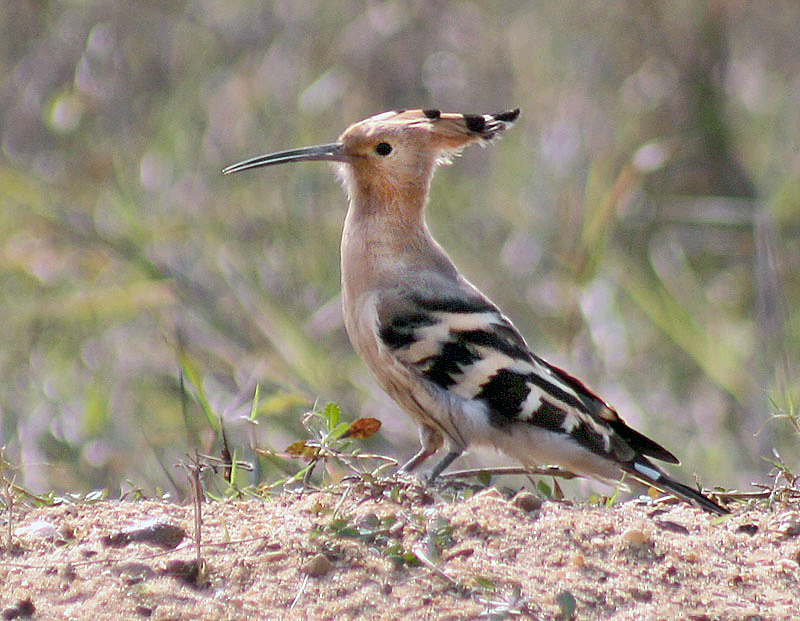
من الهند
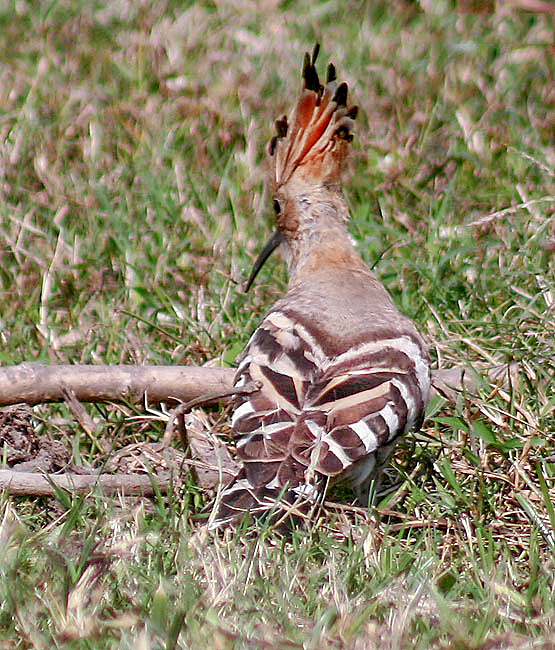
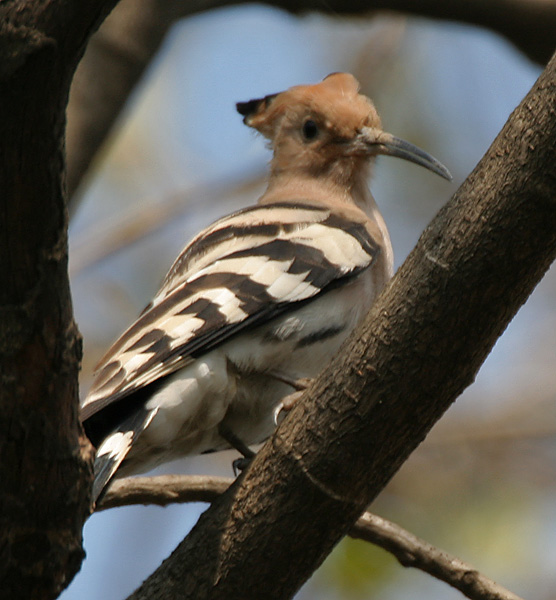
من غرب البنغال
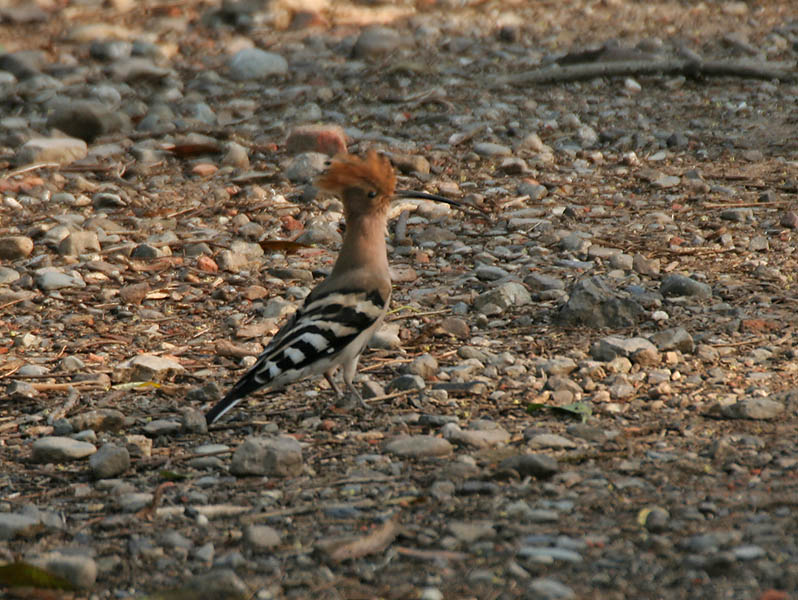
من جينتي في غرب البنغال
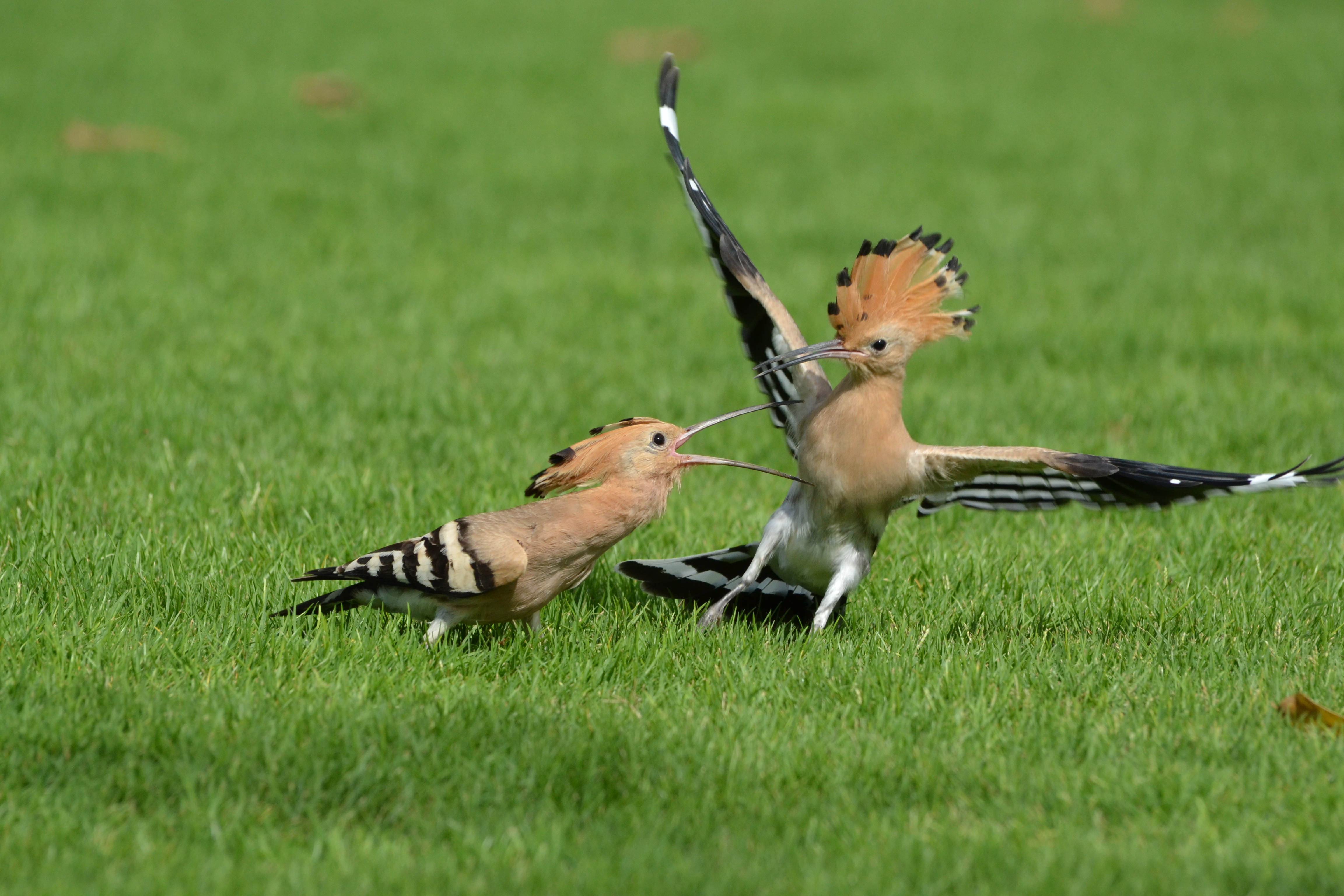
هدهدان من دبي
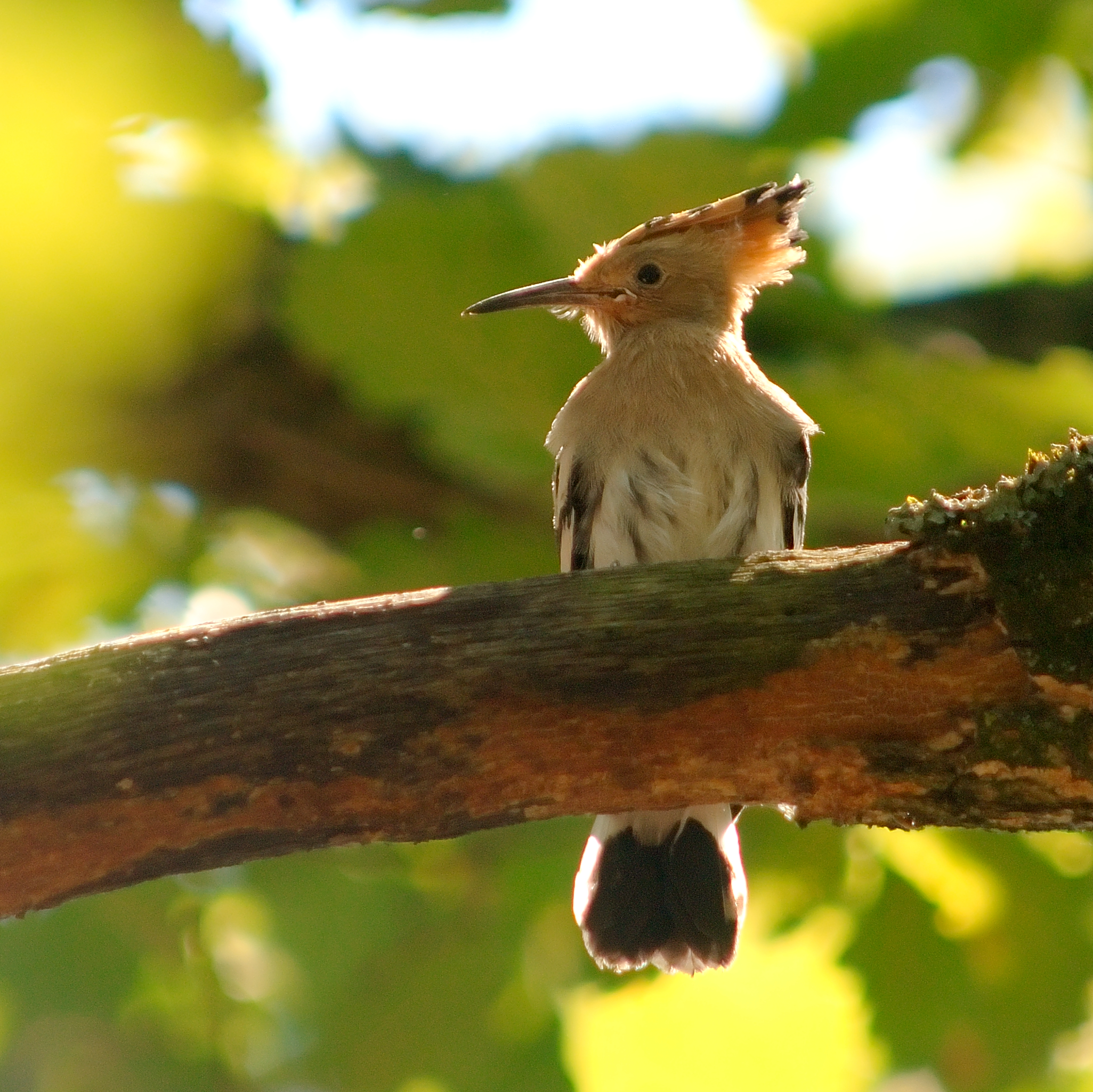
من تولوز في فرنسا

## معيشته
يعيش الهدهد في أماكن عديدة من العالم ويجمع فيما بينها اعتدال الطقس. لكي يحظى الهدهد على رضاء أنثاه فهو يقترب منها محضرًا لها غذاء مثل يرقة في منقاره ويحاول مراضاتها مستعرضًا ريشه وناشرًا تاجه وحانيًا رأسه. ولكن الأنثى لا تستجيب له بسهولة وتنظر في جميع الأرجاء ما عدا المكان الذي يقف فيه. وبعد أن تحيره فترة تقترب منه وتأخذ اليرقة من منقاره، إلا أن هذا لا يعني رضاها التام. فهي تريد فحص العش الذي أعده لعش الزوجية. وبعد استعراضها للعش أثناء حيرته ومنوراته فهي تقبل المعاشرة. يعيشان سويًا وتبيض بين خمسة إلى 7 بيضات، وبعد الفقس يتولى الزوجان بالتناوب إحضار الغذاء للصغار.
يخدع الهدهد أعداءه الطائرين في السماء بأن يلقي نفسه على الأرض مغيرًا شكله تمامًا بحيث يختفي شكله كطائر، فلا يهاجمه العدو. طريقة الهدهد في الطيران تكون متقطعة مغيرًا الاتجاه فجأة مثل طيران الفراش وقد تصل سرعته إلى نحو 40 كيلومتر في الساعة. يفضل الهدهد ثقوبًا في الأشجار لتكون عشًا يعيش فيه مع أنثاه.
عند اقتراب وقت الشتاء في أوروبا ينزح الهدهد إلى الجنوب صَوب أفريقيا إلى أن يتحسن الجو. وقد يقطع في ذلك مسافات تبلغ 8000 كيلومتر وهو يحب الشمس.

## وصلات خارجية
- الحيوان البري في البلاد العربية من الموسوعة العربية العالمية